# Hylaeus floralis
Hylaeus floralis är en biart som först beskrevs av Smith 1873.  Hylaeus floralis ingår i släktet citronbin, och familjen korttungebin. Inga underarter finns listade i Catalogue of Life.